# René Clément
René Clément (Bordeus, 18 de març de 1913 - Mònaco, 17 de març de 1996) va ser un director de cinema francès.

## Biografia
Va iniciar estudis de arquitectura, que va alternar en 1935 amb la realització d'un curtmetratge de dibuixos animats, César chez les gaulois. Una vegada abandonats els seus estudis, es va dedicar a rodar documentals i curtmetratges, un d'ells en col·laboració amb Jacques Tati.
La seva primera pel·lícula de llargmetratge serà La Bataille du rail (1946), una obra que s'associa a vegades al neorealisme italià, pel fet que estava rodada amb actors no professionals i amb parts que són veritables documentals, però que en realitat es veia forçat a aquesta manera de rodar per l'escassetat de mitjans amb els quals comptava. L'encàrrec d'aquesta pel·lícula li va venir de diverses associacions de resistents.
Després de l'èxit obtingut per aquesta pel·lícula, es va unir a Jean Cocteau per a codirigir La Belle et la Bête. El 1947 va dirigir Les maudits, una obra claustrofòbica que transcorre gairebé íntegrament a l'interior d'un submarí, amb la qual va obtenir en 1947 el premi a la Millor Pel·lícula policíaca i d'aventures en el Festival Internacional de Canes, i que anticipa el que serà la pel·lícula de Wolfgang Petersen El submarí.
Després d'altres pel·lícules que han tingut una menor repercussió, va rodar Jocs prohibits, que va guanyar el Lleó d'Or de la Mostra de Venècia i l'Oscar a la millor pel·lícula estrangera en 1952.
Va rodar diverses adaptacions d'obres literàries, amb èxit divers, fins a arribar a la que és probablement la seva obra mestra, Plein Soleil, pel·lícula policíaca basada en una novel·la de l'escriptora estatunidenca Patricia Highsmith i protagonitzada per un jove Alain Delon. Va ser versionada dècades després (L'enginyós senyor Ripley), amb Jude Law i Matt Damon.
Després d'aquesta pel·lícula, la seva carrera va anar declinant, alhora que es va inclinar més a produccions més espectaculars, com Es crema París? (Paris brûle-t-il?), en la qual hi ha un elenc internacional i que compta amb un guió de Gore Vidal.
Va començar a dirigir Mercenaris sense glòria (a.k.a. Written in the Sand) però va deixar la producció al principi a causa de disputes amb el productor de la pel·lícula Harry Saltzman. El 1973 va ser membre del jurat del 8è Festival Internacional de Cinema de Moscou.
Clément va continuar fent algunes pel·lícules fins a la seva jubilació el 1975, incloent un èxit internacional amb El passatger de la pluja, protagonitzada per Charles Bronson i Marlène Jobert. El 1984, la indústria cinematogràfica francesa va honrar la seva contribució al cinema amb un César d'honor.
La segona esposa de Clément va ser la guionista d'origen irlandès Johanna Harwood a qui havia conegut al plató de la seva pel·lícula de 1954 Monsieur Ripois.
Clément va morir el 1996 i va ser enterrat al cementiri local de Menton a la Riviera Francesa on havia passat els seus anys jubilat.

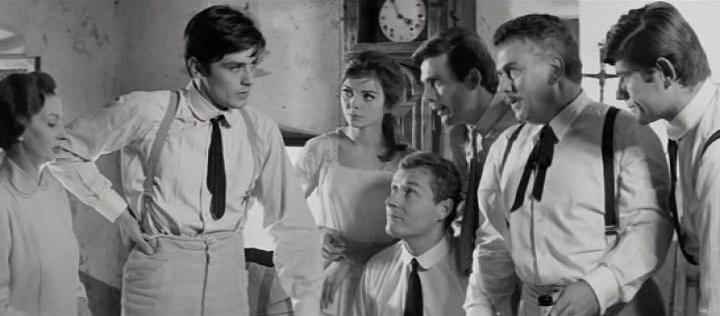
Rina Morelli, Alain Delon, Barbara Kwiatkowska-Lass, Gino Cervi i altres en la pel·lícula francoitaliana de 1961 Che gioia vivere

## Filmografia

### Llargmetratges
- 1945: La Boîte aux rêves d'Yves Allégret i Jean Choux (director assistent)
- 1946: La Belle et la Bête de Jean Cocteau (director assistent)
- 1946 : La Bataille du rail
- 1946 : Le Père tranquille (La Vie d'une famille française durant l'occupation)
- 1947: Les Maudits
- 1949: Au-delà des grilles
- 1950: Le Château de verre
- 1952: Jocs prohibits
- 1954: Monsieur Ripois
- 1956: Gervaise
- 1958: This Angry Age
- 1960: Plein Soleil
- 1961: Che gioia vivere
- 1963: Le Jour et l'Heure
- 1964: Les Félins
- 1966: Es crema París?
- 1969: El passatger de la pluja
- 1971: La casa sota els arbres
- 1972: Com una llebre acorralada
- 1975: La Baby-Sitter (també Jeune fille libre le soir)

### Curtmetratges
- 1931: César chez les Gaulois
- 1934: On demande une brute de Charles Barrois (director assistent)
- 1935: Évasion
- 1936: Soigne ton gauche
- 1937: La Symphonie française du travail
- 1937 : L'Arabie interdite
- 1938: La Grande Chartreuse
- 1939: Paris la nuit
- 1939 : La Bièvre, fille perdue
- 1940: Le Triage
- 1940 : Toulouse
- 1941: Chefs de demain
- 1942: Ceux du rail
- 1943: La Grande Pastorale
- 1944: Paris sous la botte

## Premis i distincions
Premis Óscar
| Any  | Categoria                    | Pel·lícula     | Resultat  |
| ---- | ---------------------------- | -------------- | --------- |
| 1953 | millor pel·lícula estrangera | Jocs prohibits | Guanyador |
| 1957 | millor pel·lícula estrangera | Gervaise       | Nominada  |

Festival Internacional de Cinema de Canes
| Any  | Categoria                                  | Pel·lícula          | Resultat   |
| ---- | ------------------------------------------ | ------------------- | ---------- |
| 1946 | Premi del Jurat                            | La Bataille du rail | Guanyador  |
| 1946 | Millor director                            | La Bataille du rail | Guanyador  |
| 1947 | Millor pel·lícula d'aventures i de suspens | Les Maudits         | Guanyador  |
| 1949 | Millor director                            | Au-delà des grilles | Guanyadora |
| 1954 | Premi del Jurat                            | Monsieur Ripois     | Guanyador  |

Mostra Internacional de Cinema de Venècia
| Any  | Categoria      | Pel·lícula     | Resultat  |
| ---- | -------------- | -------------- | --------- |
| 1952 | Lleó d'Or      | Jocs prohibits | Guanyador |
| 1956 | Premi FIPRESCI | Gervaise       | Guanyador |